# 8905 Bankakuko
A 8905 Bankakuko (ideiglenes jelöléssel 1995 WJ) a Naprendszer kisbolygóövében található aszteroida. Kobajasi Takao fedezte fel 1995. november 16-án.